# ヨベルの年
ヨベルの年（ヨベルのとし、The Jubilee year、ヘブライ語: Yovel, יובל）とは、ユダヤ教とキリスト教の、すべての所有が、本来の持ち主の元へ返される年。
それは土地や借金、奴隷といった対象だけでなく、奴隷化された地球人類、奴隷化された心、意識、そのすべてが解放される。
旧約聖書 レビ記25章、ダニエル書9章に基づく。
ユダヤ暦では、7年ごとに「シュミータ」と呼ばれる「安息年」があり、それを7回繰り返した翌年に、50年に1度の大恩赦の年（ヨベルの年）を迎えるようになっている。このシュミータは、ヘブライ語で「解放」という意味があり、すべてのものが元に戻る年。